# Клітьовий підйом

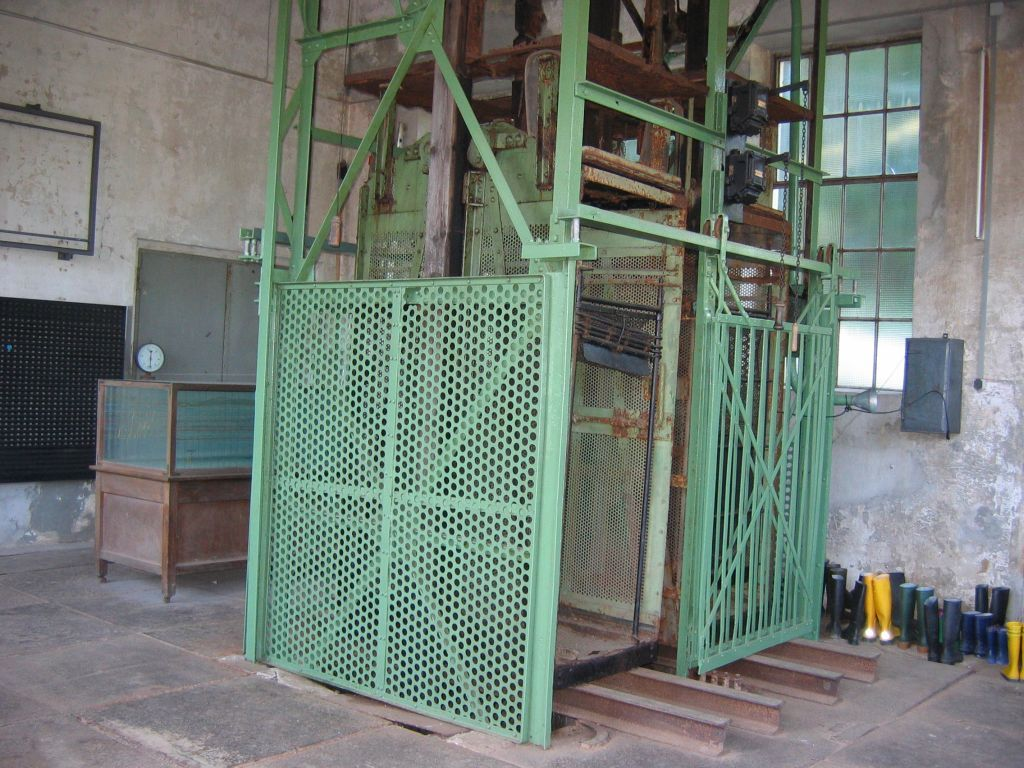
Типова кліть (на «рукоятці»). Німеччина.

Клітьовий підйом (рос. клетьевой подъем, англ. cage winding, нім. Gestellförderung f, Gestellförderanlage f, Korbförderung f) — шахтна підіймальна установка, призначена для переміщення в клітях корисних копалин, породи, людей, матеріалів і обладнання. З допомогою К.п. виконується огляд і ремонт, армування та кріплення стовбура.

## Загальний опис
Перші К.п. з'явилися на початку XIX ст. Клітьовий підйом застосовують практично на всіх стволах шахт. К.п. бувають:
- одноканатні,
- багатоканатні,
- з підіймальними машинами постійного радіуса навивки (циліндричними барабанами, шківами тертя) і
- зі змінним радіусом (конічні, біциліндро-конічні барабани, з бобінами),
- з двигуном асинхронним або постійного струму.

У залежності від числа посудин розрізняють двоклітьові або одноклітьові К.п.
К.п. включають гірничотехнічні споруди і підйомне обладнання, зокрема ствол, копер, підіймальну машину, кліті шахтні, канати та ін.
За кордоном К.п. набули найбільшого розповсюдження (бл. 70 % всіх підіймальних установок) як гол. і допоміжні підйоми.
При глибині стовбура до 2000 м застосовують одноступінчасті К.п., при великих глибинах — двоступінчасті. Найбільш широко використовуються барабанні підіймальні машини з багатошаровою навивкою каната на барабан (до 12 шарів) і швидкістю руху каната до 18 м/с. На глибоких шахтах застосовують багатоканатні підіймальні машини (наприклад, шахта ім. Бажанова ВО «Макіїввугілля»).